# U-884
U-883 — большая океанская немецкая подводная лодка типа IXD/42 времён Второй мировой войны. Заказ на постройку субмарины был отдан 2 апреля 1942 года. Лодка была заложена 29 августа 1943 года на верфи компании АГ Везер в Бремене, спущена на воду 17 мая 1944 года. 30 марта 1945 года в результате бомбардировки американскими ВВС получила серьёзные повреждения и не достраивалась. В строй не вводилась, боевых походов не имела.
U-884, как и U-883, принадлежала к типу IXD/42 и отличалась от типа IXD большей мощностью двигательной установки. 